# Klotzschia
Klotzschia es un género de plantas herbáceas perteneciente a la familia de las apiáceas.Comprende 4 especies descritas y de estas, las 4 en discusión.

## Taxonomía
El género fue descrito por Adelbert von Chamisso y publicado en Linnaea 8: 327. 1833. La especie tipo es: Klotzschia brasiliensis Cham.	
Etimología
Klotzschia: nombre genérico que fue otorgado en honor del botánico alemán Johann Friedrich Klotzsch.

## Especies
A continuación se brinda un listado de las especies del género Klotzschia aceptadas hasta septiembre de 2012, ordenadas alfabéticamente. Para cada una se indica el nombre binomial seguido del autor, abreviado según las convenciones y usos.
- Klotzschia brasiliana Cham.
- Klotzschia brasiliensis Cham.
- Klotzschia glaziovii Urb.
- Klotzschia rhizophylla Urb.